# مالتی‌پلکس
هم‌تافتن، همتافتگری یا مالتی‌پلکسینگ (به انگلیسی: Multiplexing) که تسهیم‌سازی نیز نامیده می‌شود، در مخابرات و شبکه‌های رایانه‌ای به فرآیندی می‌گویند که توسط آن چندین آنالوگ یا دیجیتال در یک سیگنال در یک رسانه مشترک ترکیب می‌شوند. هدف این فرایند استفادهٔ مشترک از منبع‌های پرهزینه است. برای مثال، در مخابرات گاهی اطلاعات چندین خط تلفن را با یک خط سیم می‌فرستند.
هدف از تسهیم‌سازی، اشتراک‌گذاری منابع گران‌قیمت است. برای نمونه در مخابرات برای اتصال چندین کابل ارتباطی از یک سیم استفاده می‌شود. این فناوری در تلگراف پدید آمده و هم‌اکنون قابل استفاده است. پس از آن برای انتقال نشانک‌های صوتی تلفنی به کار رفت.
عملیات وارون مالتی‌پلکس را دی‌مالتی‌پلکس (به انگلیسی: Demultiplexer) می‌گویند. برای مالتی‌پلکس وارون واژه «ادغام» پیشنهاد شده است.
عبارت دیگری که ممکن است با آن روبرو شویم «مالتی‌پلکس وارون» است با با iMux نشان داده می‌شود. آی‌ماکس به معنی استفاده از چند مسیر برای انتقال بخش‌های مختلف یک داده است که ظرفیت یا نرخ آن از ظرفیت یا نرخ کانال‌ها بیشتر باشد. همچنین در سیستم‌های خودرو‌ها نیز به‌طور گسترده از هم‌تافت استفاده می‌شود. در مخابرات و انتقال سُنَتی و امروزی هر دو تسهیم‌سازی از اهمیت فوق‌العاده‌ای برخوردار هستند.

## روش‌های هم‌تافتگری
- هم‌تافت فضایی (SDM)
- هم‌تافت زمانی (TDM)
- هم‌تافت بسامدی (FDM)